# 北約克全科醫院
北約克全科醫院（縮寫）是加拿大安大略省多倫多的一所教學醫院，主要服務於北約克及約克區南部，在多個院區提供急症護理、非住院護理及長期護理服務。
北約克全科醫院是加拿大領先的社區教學醫院之一，附屬於多倫多大學。該院為多倫多大學醫學院比達斯波特計劃（Peters-Boyd Academy）的三所組成醫院之一。

### 引用
1. ↑  明報加東版. . www.mingpaocanada.com.   [2024-01-28].
2. ↑  明報加東版. . www.mingpaocanada.com.   [2024-01-28].
3. ↑  . www.nygh.on.ca.   [2024-01-28]. （原始内容存档于2024-01-28）.
4. ↑  . HIMSS. 2017-02-01  [2017-10-12]. （原始内容存档于2017-10-13） （英语）.

## 外部連結
- North York General Hospital website （页面存档备份，存于）
- Reactivation Care Centre: A Central LHIN Hospitals Collaborative （页面存档备份，存于）
- North York General Foundation （页面存档备份，存于）

43°46′10″N 79°21′46″W / 43.76944°N 79.36278°W